# Pacawara
El Pacawara, també escrit Pacahuara, és un idioma gairebé extint que pertany a el grup de llengües pano parlat per aproximadament 17 persones de l'ètnia pacahuara al nord-oest de Magdalena, al departament de Beni, Bolívia.
Des de la promulgació del decret suprem núm. 25894 l'11 de setembre de 2000 el pakawara és una de les llengües indígenes oficials de Bolívia. Va ser inclòs en la Constitució Política promulgada el 7 de febrer de 2009.